# Burg Tsuwano
Die Burg Tsuwano (japanisch 津和野城, Tsuwano-jō) befindet sich in Tsuwano in der Präfektur Shimane. In der Edo-Zeit residierten dort zuletzt die Kamei als kleinere Tozama-Daimyō.

## Burgherren in der Edo-Zeit
- Ab 1601 Sakazaki Narimasa (坂崎 成正), eigentlich Ukita Akiie (宇喜多 詮家),
- Ab 1617 die Kamei.

## Geschichte

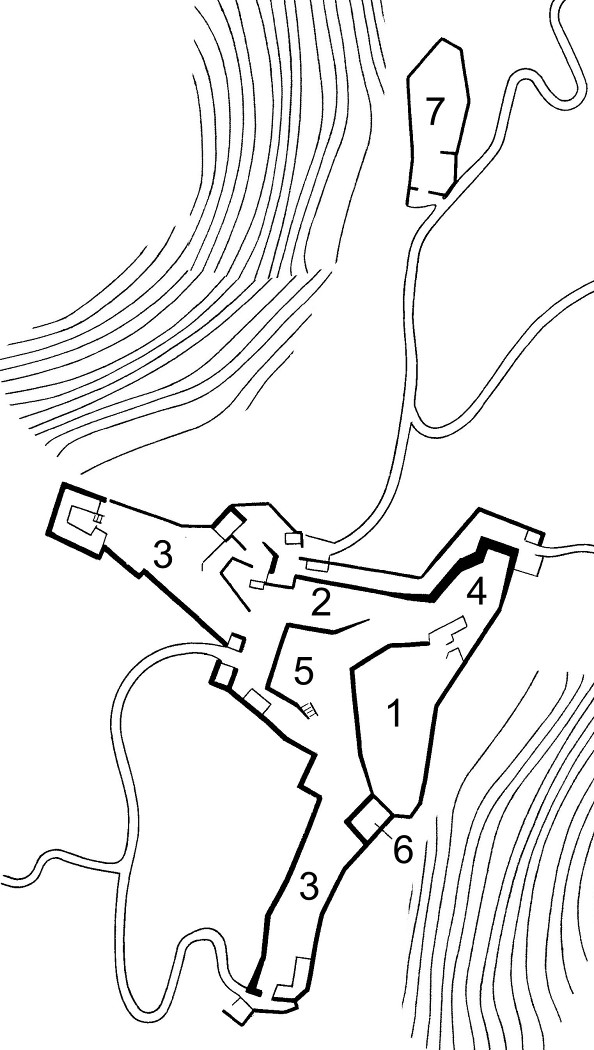
Burg Tsuwano: 1: Hommaru, 2: Ni-no-maru, 3: San-no-maru, 4: Taiko-maru, 5: Burgturm-Basis, 6: Hitojichi-kuruwa,
7: Oribe-maru

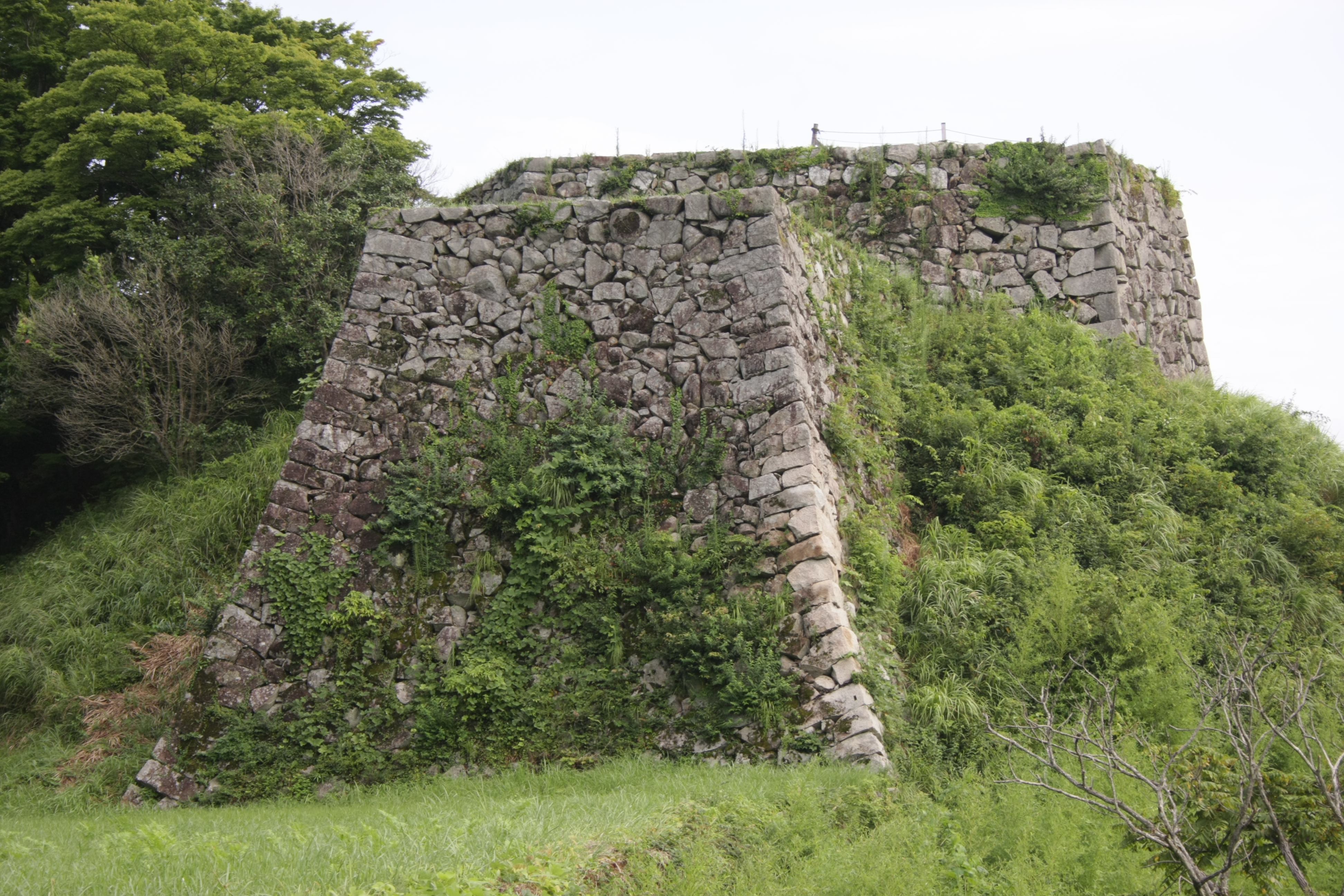
Hitojichi-kuruwa von unten

Im Jahr 1601 erhielt Sakazaki Narimasa, Dewa-no-kami (出羽守), aus dem Ukita-Klan die Burg und begann mit einer weitgehenden Modernisierung der überkommenen Anlage. Als dann im 1616 sein Plan, Senhime, die Braut Honda Naotokis (本多 忠刻; 1596–1626), zu entführen, aufgedeckt wurde, beging er Seppuku. Danach übernahm Kamei Masanori (亀井 政矩; 1590–1619) die Burg. Sie blieb weiter im Besitz der Kamei bis zur Meiji-Restauration 1868.

## Anlage
Die Burg befindet sich auf dem 367 m hohen Berg Reiki (霊亀山, Reiki-san). An der höchsten Stelle wurde der zentrale Bereich, das Hommaru (本丸) angelegt, eine Stufe tiefer die Basis für den Burgturm (天守閣, tenshukaku). Im Nordwesten befand sich der zweite Bereich, das Ni-no-maru (二の丸), das bis zum Taiko-maru (太鼓丸) im Norden reichte. Vom Westen bis zur Südspitze erstreckte sich der dritte Bereich, das San-no-maru (三の丸). Zwischen dem Hommaru und dem südlichen Teil des San-no-maru befand sich vorgebaut ein kleiner Bereich mit der Bezeichnung Hitojichi-kuruwa (人質曲輪, Hitojichi-kuruwa), also „Bereich für Geiseln“. Abgesetzt im Norden befand sich auf dem Bergkamm eine Befestigung, Oribe-maru (織部) genannt. Auf dem Berg gab es auch eine kleine Residenz. Der Burgturm ging 1668 durch Blitzeinschlag verloren.

Am Fuße des Berges wurde eine weitere Residenz gebaut, von der ein zweistöckiger Langbau (多聞櫓, tamon-yagura) mit der Bezeichnung Monomi-Wachturm (物見櫓, Monomi-yagura) und der Babasaki-yagura (馬場先櫓) erhalten sind. In der Residenz gab es einen Garten mit dem Namen Karakuen (嘉楽園), ein gleichnamiger kleiner Park befindet sich heute an anderer Stelle.